# Быковцы (Тернопольская область)
Бы́ковцы (укр. Биківці) — село в Шумской городской общине Кременецкого района Тернопольской области Украины.
До 2020 года входило в Шумский район.
Население по переписи 2016 года составляло 701 человек. Занимает площадь 3,087 км². Почтовый индекс — 47141. Телефонный код — 3558.